# Kristina Saalová
Kristina Saalová (ur. 20 maja 1991 w Bańskiej Bystrzycy) – słowacka narciarka alpejska, uczestniczka Zimowych Igrzysk Olimpijskich w Soczi (2014), a także mistrzostw świata w 2011. Wzięła także udział w zawodach supergiganta na mistrzostwach świata w 2013, jednak konkurs przerwano zanim Saalová wykonała swój przejazd.
11 marca 2011 w Szpindlerowym Młynie zadebiutowała w zawodach Pucharu Świata.